# 953 Painleva
953 Painleva је астероид главног астероидног појаса са пречником од приближно 28,33 .
Афел астероида је на удаљености од 3,308 астрономских јединица (АЈ) од Сунца, а перихел на 2,268 АЈ. 
Ексцентрицитет орбите износи 0,186, инклинација (нагиб) орбите у односу на раван еклиптике 8,667 степени, а орбитални период износи 1701,037 дана (4,657 године). 
Апсолутна магнитуда астероида је 10,30 а геометријски албедо 0,167.
Астероид је откривен 29. априла 1921. године.